# Corvinul Hunedoara
Corvinul Hunedoara – rumuński klub piłkarski z siedzibą w Hunedoarze.

## Historia
Fotbal Club Corvinul Hunedoara został założony w 1921. Corvinul po raz pierwszy uczestniczył w rozgrywkach Divizia A w 1960. W premierowym sezonie Corvinul zajął 14. miejsce i spadł z ligi. Drugi raz rumuńskiej ekstraklasie Corvinul występował w latach 1976-1979. Już po roku Corvinul powrócił do Divizii A. 
W sezonie 1981-1982 Corvinul zajął najwyższe w swojej historii 3. miejsce w lidze, dzięki czemu awansował do europejskich pucharów. W Pucharze UEFA 1983 Corvinul w I rundzie wyeliminował austriacki Grazer AK, w drugiej jednak odpadł z jugosłowiańskim FK Sarajevo. W Divizii A Corvinul występował do 1992. W 2004 roku z powodu długów klub został rozwiązany.

### Spadkobiercy Corvinulu
W 2005 roku utworzono nowy klub SC Corvinul 2005 Hunedoara. W 2008 po spadku do Liga III klub po kilku miesiącach został zlikwidowany. W 2009 utworzono nowy klub - FC Hunedoara.

## Sukcesy
- Puchar Rumunii:
  - zwycięstwo: 2023/2024
- Divizia A:
  - 3. miejsce (1): 1981/1982
- Divizia B:
  - mistrzostwo (4): 1953, 1959/1960, 1975/1976, 1979/1980
  - wicemistrzostwo (3): 1956, 1957/1958, 1994/1995
- Divizia C:
  - mistrzostwo (2): 1966/1967, 2001/2002
  - wicemistrzostwo (1): 1965/1966

## Europejskie puchary
Legenda do wszystkich tabel:
- Q – runda eliminacyjna, 1/16, 1/8, 1/4, 1/2 – odpowiednia faza rozgrywek, Grupa – runda grupowa, 1r gr – pierwsza runda grupowa, 2r gr – druga runda grupowa, F – finał, R – runda, PO – play-off
- k. – rzuty karne, los. – losowanie, Dogr. – dogrywka, w. – zasada bramek strzelonych na wyjeździe

| Sezon   | Rozgrywki        | Runda | Przeciwnik  | Dom | Wyjazd | Ogólnie |
| ------- | ---------------- | ----- | ----------- | --- | ------ | ------- |
| 1982/83 | Puchar UEFA      | 1R    | Grazer AK   | 3–0 | 1–1    | 4–1     |
| 1982/83 | Puchar UEFA      | 2R    | FK Sarajevo | 4–4 | 0–4    | 4–8     |
| 2024/25 | Liga Europy      | 1Q    | Paksi FC    | 0–2 | 4–0    | 4–2     |
| 2024/25 | Liga Europy      | 2Q    | HNK Rijeka  | 0–0 | 0–1    | 0–1     |
| 2024/25 | Liga Konferencji | 3Q    | FK Astana   | 1–2 | 1–6    | 2–8     |

## Sezony wDivizia A
| Sezon   | Uzyskane Miejsce |
| ------- | ---------------- |
| 1960-61 | 14 (spadek)      |
| 1976-77 | 14               |
| 1977-78 | 8                |
| 1978-79 | 16 (spadek)      |
| 1980-81 | 6                |
| 1981-82 | 3                |
| 1982-83 | 6                |
| 1983-84 | 12               |
| 1984-85 | 8                |
| 1985-86 | 5                |
| 1986-87 | 9                |
| 1987-88 | 7                |
| 1988-89 | 15               |
| 1989-90 | 8                |
| 1990-91 | 14               |
| 1991-92 | 18 (spadek)      |